# Колесников, Виталий Трофимович
Виталий Трофимович Колесников (укр. Віталій Трохимович Колесников; 26 апреля 1929, Благовещенск, Дальневосточный край — 21 января 2008, Львов) — советский и украинский фехтовальщик, тренер; Заслуженный тренер Украинской ССР (1977), судья международной категории (1962). Мастер спорта СССР (1951).

## Биография
Родился 26 апреля 1929 года в Благовещенске.
В 1952 году окончил Львовский институт физкультуры, где занимался фехтованием на рапирах. Был чемпионом (1955—1957) и серебряным призёром (1954) чемпионатов СССР, а также чемпионом Украины (1952, 1954—1956). Выступал за спортивное общество «Буревестник» (Львов, 1952—1957). Тренировался у В. А. Андриевского.
После окончания спортивной карьеры, в 1958—1963 годах, Колесников работал начальником Львовского городского спорткомитета.
В 1963—1978 годах являлся тренером в спортивных обществах «Спартак» и «Авангард» (Львов). В числе его воспитанников был сын Андрей и другие фехтовальщики, включая Леслава Ставицкого.
Умер 21 января 2008 года во Львове.